# Wild by Law
Wild by Law: The Rise of Environmentalism and the Creation of the Wilderness Act è un documentario del 1991 diretto da Diane Garey e Lawrence R. Hott candidato al premio Oscar al miglior documentario.